# ژان-باپتیست بسیرز
ژان-باپتیست بسیرز (انگلیسی: Jean-Baptiste Bessières; ۶ اوت ۱۷۶۸ – ۱ مهٔ ۱۸۱۳)، دوک، فرمانده و مارشال فرانسوی در عهد ناپلئونی که بردارش، فرمانده و پسرعمویش دیپلمات دربار ناپلئون بود.